# 叶城县
叶城县（維吾爾語：قاغىلىق ناھىيىسى‎，拉丁维文：Qaghiliq Nahiyisi，喀格勒克县）是中国新疆维吾尔自治区喀什地区所辖的一个县。人口約53万，清朝時稱“哈爾哈里克”。总面积为28,558.89 平方公里。

## 歷史

### 叶城“2·28”
2012年2月28日下午18时许，暴力团伙一行人来到叶城县幸福路步行街，持刀、斧砍杀平民，当场致13人死亡，16人受伤（其中2人经抢救无效死亡）。

## 人口
2020年末，根据第七次人口普查数据显示：全县常住人口为525436人。总户数13.52万户，人口55.23万人，其中男性27.84万人。维吾尔族524994人，汉族21214人，哈萨克族25人。

## 地理
叶城县位于新疆维吾尔自治区西南部，距首府乌鲁木齐1500多公里,距喀什市260公里。南依喀喇昆仑山和昆仑山脉，北接开阔平原，紧连塔克拉玛干大沙漠，叶尔羌河畔上游，地形南高北低。

## 行政区划
叶城县下辖3个镇、17个乡：
喀格勒克镇、恰尔巴格镇、乌夏巴什镇、阿克塔什镇、金果镇、依提木孔镇、洛克乡、伯西热克乡、铁提乡、吐古其乡、江格勒斯乡、白杨镇、巴仁乡、乌吉热克乡、夏合甫乡、依力克其乡、宗朗乡、柯克亚乡、西合休乡、棋盘乡、萨依巴格乡、叶城县良种场和叶城县林场。

## 交通

### 铁路
- 喀和铁路

### 公路

#### 国道

##### 普通国道
- 219国道
- 315国道

##### 高速国道
- 吐和高速公路

#### 省道

##### 普通省道
- 麦盖提--叶城公路

## 特产
叶城核桃：中国地理标志产品。